# 앙트레몽구
앙트레몽구(Entremont District)는 스위스 발레주의 지역이다. 2020년 12월 31일 기준, 인구는 15,519명이다.

## 지자체
다음과 같은 지자체로 구성된다.
| 지지체       | 인구 (2017년 12월 31일) | 면적 km² |
| ------------ | ----------------------- | -------- |
| 부르생피에르 | 181                     | 90.09    |
| 리데         | 767                     | 60.16    |
| 오르시에르   | 3,190                   | 165.02   |
| 상브랑셰     | 1,034                   | 17.63    |
| 발드바뉴     | 10,185                  | 300.13   |
| Total        | 15,273                  | 633.03   |

## 합병
2021년 1월 1일, 바뉴(Bagnes)와 Vollèges의 이전 지자체가 합병하여 발드바뉴(Val de Bagnes)의 새로운 지자체를 형성했다.

## 인구통계
2020년 12월 기준, 트레몽의 인구는 15,519명이다. 2000년 기준, 인구 대부분인 11,149명(91.9%)이 프랑스어를 모국어로 사용하고, 포르투갈어가 275명(2.3%)으로 두 번째로 많이 사용하고, 독일어 세 번째(201명(1.7%)로 사용된다. 이탈리아어를 할 줄 아는 122명과 로만슈어를 할 줄 아는 사람이 2명 있다.
2008년 기준으로 인구의 성별 분포는 남성 51.1%, 여성 48.9%이다. 인구는 5,616명의 스위스 남성(인구의 40.4%)과 1,493명(10.7%)의 비스위스계 남성으로 구성되었다. 스위스 여성은 5,590명(40.2%), 비스위스계 여성은 1,208명(8.7%)이었다. 구 인구 중 7,166명(약 59.0%)이 앙트레몽에서 태어나 2000년에 그곳에 살았다. 같은 주에서 태어난 1,721명(14.2%)이 있었고, 스위스 다른 곳에서 태어난 1,168명(9.6%)이 있었다. 1,796명(14.8%)이 스위스 이외의 지역에서 태어났다.
2000년 기준으로 이 지역의 미혼이거나, 독신인 사람은 5,245명이다. 기혼자는 5,734명, 미망인은 754명, 이혼한 사람은 405명이었다.
1인 가구는 1,422가구, 5인 이상 가구는 503가구였다. 총 4,742가구 중 1인 가구가 30.0%로 부모와 동거하는 성인이 62가구였다. 나머지 가구 중 자녀가 없는 기혼가구는 1,050가구, 자녀가 있는 기혼가구는 1,652가구로 자녀가 있는 편부모는 250가구였다. 혈연관계가 없는 사람들로 구성된 94가구와 일종의 시설이나 다른 공동주택으로 구성된 212가구였다.
역사적 인구는 다음 차트에 나와 있다.

## 정치
2007년 연방 선거에서 가장 인기 있는 정당은 51.76%의 득표율을 기록한 CVP였다. 다음으로 가장 인기 있는 세 정당은 FDP (20.08%), SVP (13.43%), SP (8.39%)였다. 이번 연방 총선에서는 총 5,031표가 투표율 56.1%를 기록했다.
2009년 국무원 선거에서 총 4,659표가 투표되었으며, 그중 231표 또는 약 5.0%가 무효였다. 유권자 참여율은 53.2%로 주 평균 54.67%와 비슷한 수준이다. 2007년 스위스 상원 선거에서 총 4,931표가 투표되었으며, 그중 357표(약 7.2%)가 무효였다. 투표율은 56.4%로 주 평균 59.88%와 비슷한 수준이다.

## 종교
2000년 인구 조사에 따르면 10,194명(84.0%)이 로마 가톨릭 신자이고, 608명(5.0%)이 스위스 개혁 교회에 속해 있다. 나머지 인구 중 정교회 교인이 59명(0.49%), 크리스찬 가톨릭 교회 교인이 3명(0.02%), 다른 기독교 교회에 속한 57명(0.47%)이 있었다. 유대인은 14명(0.12%)이었고, 이슬람교는 85명(0.70%)이었다. 불교 5명, 힌두교가 3명, 다른 교회에 속한 9인이 있었다. 630명(5.19%)이 교회에 속하지 않고, 불가지론자 또는 무신론자이며, 491명(인구의 약 4.05%)이 질문에 대답하지 않았다.

## 교육
앙트레몽에서는 약 4,292명(35.4%)이 필수 고등교육을 이수했으며, 1,107명(9.1%)이 추가 고등교육(대학교 또는 응용학문대학)을 마쳤다. 고등교육을 이수한 1,107명 중 52.0%가 스위스 남성, 23.7%가 스위스 여성, 13.9%가 비스위스계 남성, 10.4%가 비스위스계 여성이었다.